# Tro Bro Leon 2017
La 34.ª edición de la Tro Bro Leon se disputó el 17 de abril de 2017 sobre un recorrido de 203 km con inicio en Plouguin y final en Lannilis.
La prueba perteneció al UCI Europe Tour 2017 de los Circuitos Continentales UCI, dentro de la categoría 1.1.

## Equipos participantes
| WorldTeams (2)- AG2R La Mondiale - FDJ Equipos continentales profesionales (8)- Cofidis, Solutions Crédits - Delko Marseille Provence KTM - Direct Énergie - Fortuneo-Vital Concept - Israel Cycling Academy - Manzana Postobón - Verandas Willems-Crelan - Wanty-Groupe Gobert Equipos continentales (9)- Armée de terre - Cibel-Cebon - ColoQuick-Cult - Delta Cycling Rotterdam - Euskadi Basque Country-Murias - HP BTP-Auber 93 - Joker Icopal - Madison Genesis - Roubaix Lille Métropole |
| |

## Clasificaciones finales
- Las clasificaciones finalizaron de la siguiente forma:[2]

| \| Clasificación general \| Clasificación general \| Clasificación general \| Clasificación general \| Clasificación general \| \| Ciclista \| Ciclista \| Equipo \| Tiempo \| \| \| --------------------- \| --------------------- \| ---------------------------- \| --------------------- \| --------------------- \| \| 1.º \| Damien Gaudin \| Armée de terre \| 4 h 50 min 22 s \| \| \| 2.º \| Frederik Backaert \| Wanty-Groupe Gobert \| + 2 s \| \| \| 3.º \| Benjamin Giraud \| Delko-Marseille Provence-KTM \| + 7 s \| \| \| 4.º \| Laurent Pichon \| Fortuneo-Vital Concept \| + 7 s \| \| \| 5.º \| Kévin Le Cunff \| HP BTP-Auber 93 \| + 7 s \| \| \| 6.º \| Mathias De Witte \| Cibel-Cebon \| + 7 s \| \| \| 7.º \| Arnaud Démare \| FDJ \| + 7 s \| \| \| 8.º \| Damien Touzé \| HP BTP-Auber 93 \| + 7 s \| \| \| 9.º \| Sylvain Chavanel \| Direct Énergie \| + 7 s \| \| \| 10.º \| Hugo Hofstetter \| Cofidis, Solutions Crédits \| + 7 s \| \| |                   |                              |                 |
| |                   |                              |                 |
| Fuente: ProCyclingStats |                   |                              |                 |
| Clasificación general |                   |                              |                 |
| Ciclista | Ciclista          | Equipo                       | Tiempo          |
| 1.º | Damien Gaudin     | Armée de terre               | 4 h 50 min 22 s |
| 2.º | Frederik Backaert | Wanty-Groupe Gobert          | + 2 s           |
| 3.º | Benjamin Giraud   | Delko-Marseille Provence-KTM | + 7 s           |
| 4.º | Laurent Pichon    | Fortuneo-Vital Concept       | + 7 s           |
| 5.º | Kévin Le Cunff    | HP BTP-Auber 93              | + 7 s           |
| 6.º | Mathias De Witte  | Cibel-Cebon                  | + 7 s           |
| 7.º | Arnaud Démare     | FDJ                          | + 7 s           |
| 8.º | Damien Touzé      | HP BTP-Auber 93              | + 7 s           |
| 9.º | Sylvain Chavanel  | Direct Énergie               | + 7 s           |
| 10.º | Hugo Hofstetter   | Cofidis, Solutions Crédits   | + 7 s           |

## UCI World Ranking
La Tro Bro Leon otorgó puntos para el UCI Europe Tour 2017 y el UCI World Ranking, este último para corredores de los equipos en las categorías UCI ProTeam, Profesional Continental y Equipos Continentales. Las siguientes tablas son el baremo de puntuación y los corredores que obtuvieron puntos:
| Posición              | 1.ª | 2.ª | 3.ª | 4.ª | 5.ª | 6.ª | 7.ª | 8.ª | 9.ª | 10.ª | 11.ª | 12.ª | 13.ª-15.ª | 16.ª-25.ª |
| Clasificación general | 125 | 85  | 70  | 60  | 50  | 40  | 35  | 30  | 25  | 20   | 15   | 10   | 5         | 3         |

| 1.º  | Damien Gaudin     | Armée de terre               | 125 |
| 2.º  | Frederik Backaert | Wanty-Groupe Gobert          | 85  |
| 3.º  | Benjamin Giraud   | Delko Marseille Provence KTM | 70  |
| 4.º  | Laurent Pichon    | Fortuneo-Vital Concept       | 60  |
| 5.º  | Kévin Le Cunff    | HP BTP-Auber93               | 50  |
| 6.º  | Matthias De Witte | Cibel-Cebon                  | 40  |
| 7.º  | Arnaud Démare     | FDJ                          | 35  |
| 8.º  | Damien Touzé      | HP BTP-Auber93               | 30  |
| 9.º  | Sylvain Chavanel  | Direct Énergie               | 25  |
| 10.º | Hugo Hofstetter   | Cofidis, Solutions Crédits   | 20  |